# Mathias Pereira Lage
Mathias Pereira Lage (* 30. November 1996 in Clermont-Ferrand) ist ein portugiesisch-französischer Fußballspieler, der seit Sommer 2025 beim Erstligisten FC St. Pauli unter Vertrag steht.

## Karriere

### Verein
Pereira Lage begann seine fußballerische Ausbildung in seiner Geburtsstadt, bei Clermont Foot. 2014/15 lief er bereits sechsmal für die zweite Mannschaft auf, wobei er zwei Treffer erzielte. In der Folgesaison war er Stammspieler, aber debütierte gegen Ende der Saison am 12. Februar (26. Spieltag) gegen den AC Ajaccio.  Bei seinem nächsten Einsatz (32. Spieltag) schoss er bei einem 3:0-Sieg beim US Créteil sein erstes Pflichtspieltor für Clermont. In der restlichen Saison 2015/16 kam er in vier weiteren Spielen zum Einsatz. In der Folgesaison konnte sich Pereira Lage bereits durchsetzen und schoss in 27 Ligaspielen zwei Tore. In der Saison 2017/18 war er bereits absolute Stammkraft und spielte jedes Ligaspiel, wobei er zehn Tore erzielen konnte. Darunter befand sich unter anderem ein Hattrick, womit er seinem Team den 3:1-Sieg beim FC Sochaux bescherte. Auch in der darauf folgenden Saison spielte er jedes Spiel und erzielte dieses Mal sieben Tore in diesen 38 Partien.
Im Juli 2019 folgte der Wechsel in die Ligue 1 zum SCO Angers für anderthalb Millionen Euro. In seinem Debüt am 10. August 2019 (1. Spieltag) schoss er gegen Girondins Bordeaux ein Tor und gab eine Torvorlage und trug somit viel zum Sieg bei. Bei Angers war er auf Anhieb Stammspieler und erzielte dieses eine Tor und zwei Vorlagen in 25 Ligaspielen. Auch in der Saison 2020/21 behielt er seinen Stammplatz, kam vorwiegend auf den Außenbahnen zum Einsatz und konnte in 28 Ligapartien viermal ins gegnerische Tor treffen. Die folgende Spielzeit beendete er mit 24 Spielen in der Ligue 1 und vier Torerfolgen.
Im Sommer 2022 wechselte der Mittelfeldspieler zu Stade Brest. Drei Jahre später führte ihn sein Weg in die erste Bundesliga zum FC St. Pauli.

### Nationalmannschaft
Pereira Lage kam bisher dreimal für die U21-Auswahl Portugals zum Einsatz.

## Spezielles
Sein Bruder Charly Pereira Lage ist ebenfalls Fußballspieler und spielt aktuell beim GFC Ajaccio.